# 加賀神社 (松江市)
加賀神社（かかじんじゃ）は、島根県松江市島根町にある神社。潜戸大明神とも呼ばれる。

## 祭神
枳佐加比売命を主祭神とし、伊弉諾尊、伊弉冊尊、天照大神、猿田彦命を配神とする。

## 歴史
『延喜式神名帳』に「加賀神社」の記載がある。当初は加賀の潜戸の中に祀られていたが、のちに現在地に遷座したとされる。『出雲風土記鈔』では「窟戸大明神」とし、『雲陽誌』では「潜戸大明神」で祭神は伊弉諾尊・伊弉冊尊としている。

## 境内社
- 東末神社
- 日御碕神社
- 西末神社
- 恵比須神社
- 熊野神社

## 祭事
10月21日に社人祭、10月29日には乙九日（おとくんち）祭が行われる。伊勢神宮の様に20年おきに式年遷宮が行われ、正遷座祭の際に曳船行事が行われる。